# Saint-Gervais-sur-Roubion
Saint-Gervais-sur-Roubion település Franciaországban, Drôme megyében. Lakosainak száma 1088 fő (2022. január 1.). Saint-Gervais-sur-Roubion La Bâtie-Rolland, La Bégude-de-Mazenc, Bonlieu-sur-Roubion, Cléon-d’Andran és Marsanne községekkel határos.

## Népesség
A település népessége az elmúlt években az alábbi módon változott:
| Lakosok száma | 620  | 594  | 646  | 764  | 906  | 965  | 1035 | 1083 | 1083 | 1088 |
|               | 1968 | 1982 | 1990 | 2006 | 2013 | 2015 | 2017 | 2019 | 2020 | 2022 |